# Ferrocarril en Angola

Red ferroviaria de Angola (versión interactiva).
Vías de ancho 1067 mm.
Vías de ancho 610 mm.

El transporte ferroviario en Angola consta de tres líneas separadas de ancho de vía del Cabo que no se conectan entre sí: el Ferrocarril de Luanda septentrional, el Ferrocarril de Benguela central y el Ferrocarril de Moçâmedes meridional. Cada una de estas líneas conecta la costa atlántica con el interior del país. Un cuarto sistema unía Gunza y Gabala, pero ya no está operativo.

## Historia
La construcción de ferrocarriles comenzó en Angola en 1887, cuando el país era colonia de Portugal. El ferrocarril de Luanda se inauguró en 1889, el de Moçâmedes en 1910 y el de Benguela en 1912. Los ferrocarriles continuaron extendiéndose hacia el interior hasta 1961, cuando el Ferrocarril de Moçâmedes llegó a Menongue. Después de que Angola se independizara de Portugal en 1975, estalló la guerra civil angoleña, que duró hasta 2002. Los prolongados combates provocaron la destrucción de la mayor parte de la infraestructura ferroviaria angoleña. Los rebeldes volaron puentes, arrancaron vías y sabotearon el derecho de paso con minas terrestres para impedir la restauración del ferrocarril.
Al finalizar los combates, el gobierno angoleño intentó restablecer el servicio ferroviario. Se adjudicaron contratos a la empresa estatal China Railway Construction Corporation Limited para reconstruir los ferrocarriles de Luanda y Benguela. Una empresa minera china de propiedad privada reconstruyó el ferrocarril de Moçâmedes. En 2015 se habían reconstruido las tres líneas de ancho de vía del Cabo de la época colonial.

## Estadísticas
- Total: 2761 km
- Vía estrecha: principalmente 2638 km de 1067 mm (ancho del Cabo)
- 123 km de ancho de vía de 600 mm (2002).

## Enlaces con países vecinos
El ferrocarril de Benguela conecta con el ferrocarril de Katanga en la frontera con la República Democrática del Congo. El primer tren llegó a la ciudad fronteriza de Luau en agosto de 2013. Sin embargo, los ferrocarriles congoleños están deteriorados y desde 2015 no hay servicios de paso. Pasajeros y mercancías deben utilizar autobuses y camiones para llegar a destinos en el Congo.

## Especificaciones
- Frenos: Aire
- Acopladores: AAR

## Material rodante

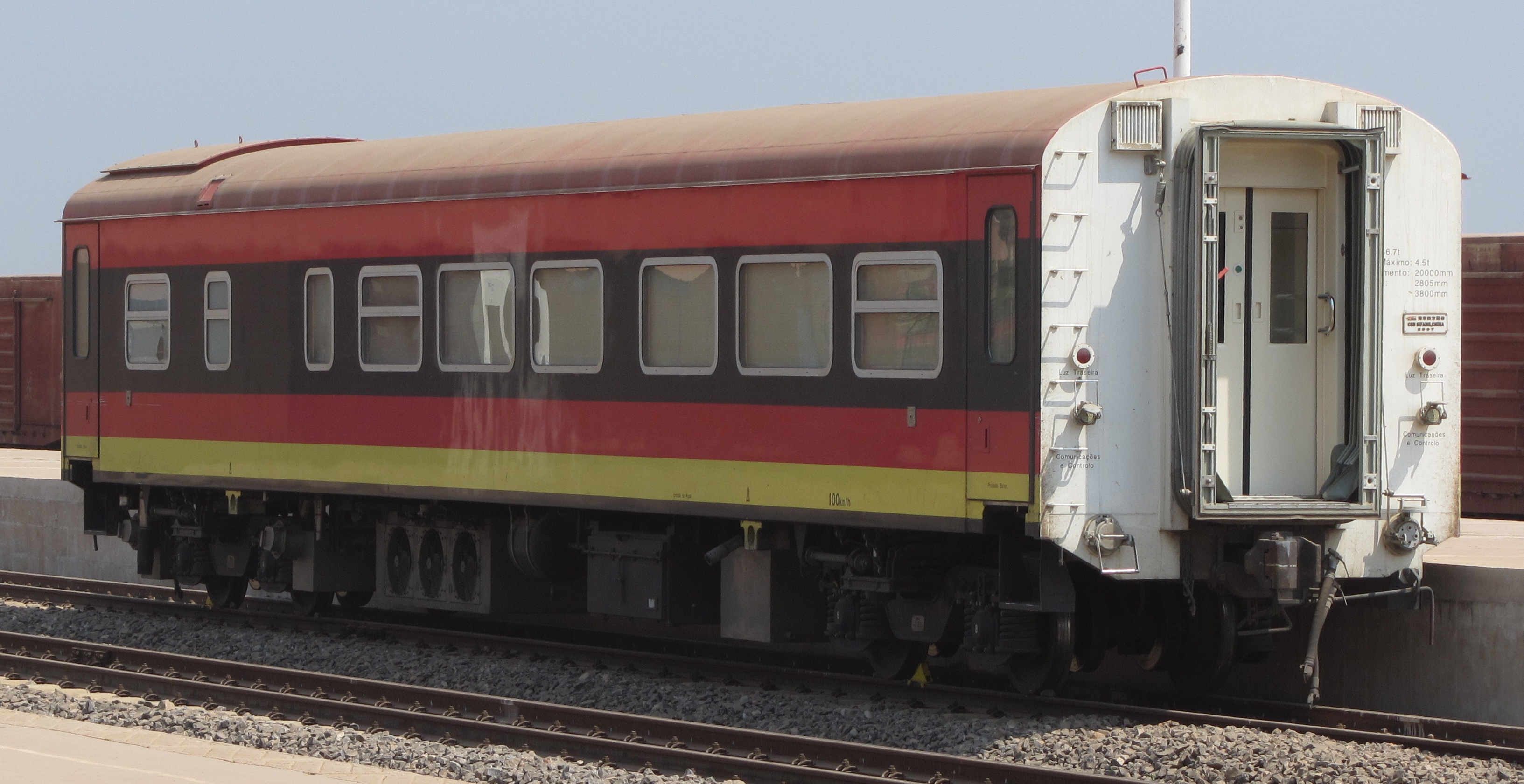
Coche de pasajeros en la estación de tren de Malanje.

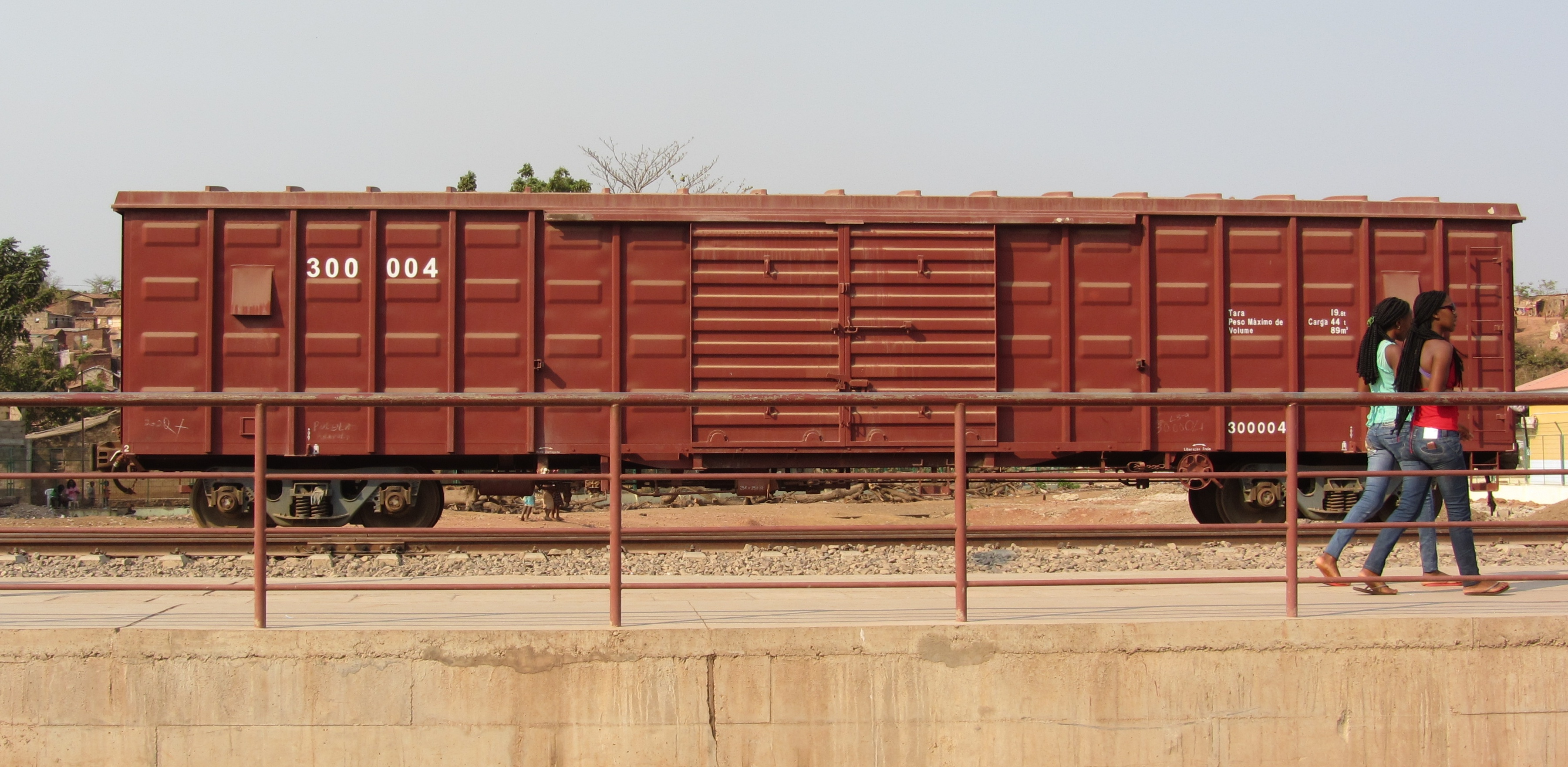
Vagón caja en la estación de tren de Donde.

### Locomotoras
| Tipo                   | Fabricante                | Notas | Fuente |
| ---------------------- | ------------------------- | ----- | ------ |
| Locomotora CKD8F       | CNR Dalian, Dalian, China |       | [ 6 ]  |
| Locomotora SDD6A       | CSR                       |       | [ 7 ]  |
| Locomotora C30ACi      | GE Transporte             |       | [ 8 ]  |
| Vagón de pasajeros CSR | CSR                       |       | [ 9 ]  |
| Vagón caja CSR         | CSR                       |       | [ 10 ] |
| Vagón abierto CSR      | CSR                       |       | [ 11 ] |
| Vagón cisterna CSR     | CSR                       |       | [ 12 ] |

## Rehabilitación de ferrocarriles y programa de modernización
Tras el final de la guerra civil, el gobierno podría empezar a planificar tanto la rehabilitación de la "red" heredada de la potencia colonial y destruida en gran parte por la guerra civil, como su ampliación mediante la construcción de nuevas líneas, la interconexión de las líneas existentes y la conexión con todos los países vecinos. Si se completara, el resultado sería una red de tres líneas este-oeste y tres líneas norte-sur, que unirían las 18 provincias a la red ferroviaria. Este plan se conoce también con el nombre de Ango-Ferro.

### Nuevo marco institucional
En relación con el programa de rehabilitación de la red heredada de la época colonial y el proyecto de construcción de nuevas líneas, el marco institucional de las operaciones ferroviarias se modificó en una serie de decretos presidenciales en 2010.
El Instituto Nacional dos Caminhos de Ferro de Angola (INCFA), administrador público encargado de supervisar, regular, certificar y autorizar las empresas ferroviarias, las infraestructuras y el material rodante, se creó a partir de la Dirección de Transportes Terrestres del Ministerio de Transportes.
Todas las infraestructuras ferroviarias, líneas, vías, estaciones e instalaciones de mantenimiento se declararon de dominio público controladas por el Estado. Las tres compañías ferroviarias se convirtieron en Empresas Públicas, dependientes del Ministerio de Transportes. La infraestructura se separó de la explotación de los trenes, abriendo la posibilidad de que empresas privadas pudieran gestionar trenes en el futuro.

### Integración técnica con los países de la SADC

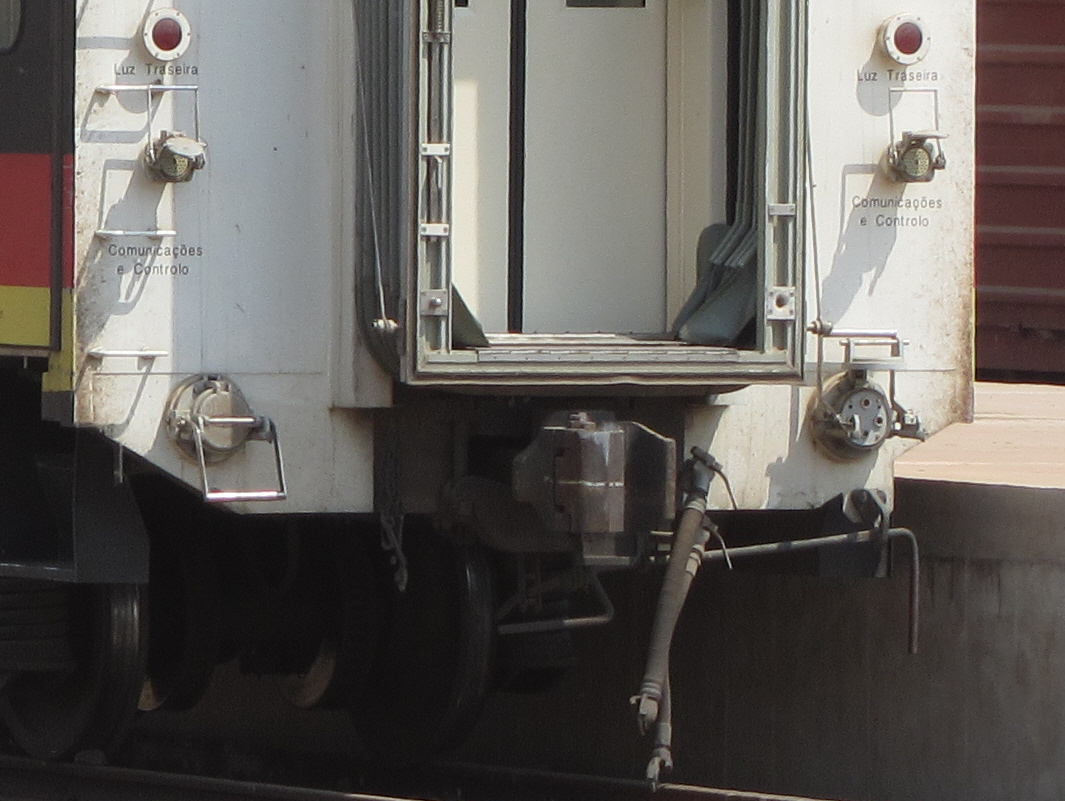
Acoplador AAR en vagones nuevosTubos dobles de freno neumático con grifos.

La mayoría de los ferrocarriles de los países de la SADC (Comunidad para el Desarrollo del África Austral) circulan con ancho de vía de 1067 mm, lo que facilita la integración prevista de la red ferroviaria angoleña con los países vecinos sin necesidad de transbordos en los pasos fronterizos. Para maximizar la interoperabilidad técnica del material rodante, se adoptó el enganche AAR, que se utiliza en Sudáfrica.
La Asociación de Ferrocarriles de África Austral (SARA) es el organismo encargado de esta normalización. Las tres empresas ferroviarias angoleñas son miembros de SARA.

## Líneas nuevas previstas

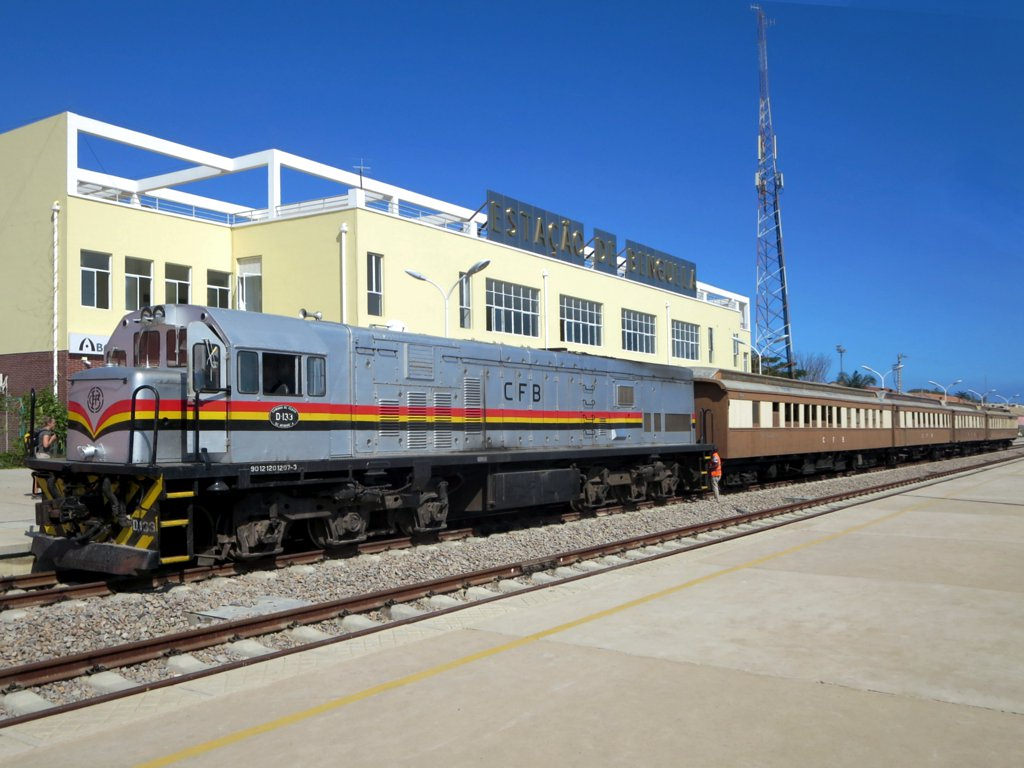
Estación de Benguela

En 2012, el plan incluye ocho nuevas líneas:

### Caminho de Ferro do Congo
Esta línea partiría del centro de Luanda y llegaría a la desembocadura del Congo en Soyo y luego a Cabinda a través de una amplia curva hacia el este pasando por Caxito, Ucua, Quibaxe, Dande, Uíge, Songo, Lucunga, Madimba, Zaire, M'banza-Kongo, Quiende, Lufico hasta Soyo. A continuación, la línea cruzaría el río Congo entre Soyo y Munanda, continuaría unos 40 km a través de la República Democrática del Congo (RDC) antes de volver a entrar en territorio angoleño en la provincia de Cabinda, en Imã, para llegar a la ciudad de Cabinda, y continuar desde allí por Landana, Buco Zau, Belice, Cabinda hasta Miconje, donde conectaría con la red ferroviaria de Congo Brazzaville. Esta línea tendría una longitud de 950 km.
En un documento anterior del Ministerio de Transportes, se preveía un paso fronterizo hacia la RDC más arriba, donde el río Congo no es tan ancho y donde la frontera entre la RDC y Angola se aleja de la orilla del río, es decir, en Noqui (Angola) y Matadi (RDC).

### Enlace con Zambia
Se desviaría del ferrocarril de Benguela en Luacano y se dirigiría hacia el sureste a través de Lago Dilolo, Sapito, Moxico, Samucal, Cazombo, Camanga y Calunda hasta Macongo, donde enlazaría con la línea que da servicio a una mina en Lumwana (Zambia). Esta línea tendría unos 306 km de longitud. Está pendiente un estudio de viabilidad.

### Enlace occidental a Namibia
Este enlace de probablemente 343 km partiría del ferrocarril de Moçâmedes (CFM) en Cuvango y se dirigiría al sur pasando por Cassai, Xamutete, Cuvelai, Mupa, Evale, Ondjiva hasta Namacunde, donde conectaría con la línea namibia Tsumeb a Oshikango. Este enlace también se había debatido durante una visita de Estado del presidente angoleño a Windhoek, en Namibia, en octubre de 2007. Está pendiente un estudio de viabilidad.

### Prolongación del ferrocarril de Luanda a Saurimo
El ferrocarril de Luanda se prolongaría más allá de Malanje en 527 km pasando por Caculama, Xá Muteba, Capenda, Camulemba, Cacolo, hasta Saurimo, en la provincia de Lunda Sul. Allí enlazaría con la línea norte-sur oriental, especificada en el siguiente apartado. Está pendiente un estudio de viabilidad.

### Transversal do Leste(Oriental transversal)
Esta nueva línea se extendería 1353 km de norte a sur, comenzando en la frontera con la RDC en Chitato, luego a través de Luachimo, Dundo, Camissombo y Lucapa hasta Saurimo donde conectaría con el nuevo punto final previsto del ferrocarril de Luanda, luego a Camanogue y Luena donde conectaría con el ferrocarril de Benguela, luego por Lucusse, Cassamba, Cangombe y Lupire hasta Cuito Cuanavale, donde conectaría con el nuevo punto final previsto del ferrocarril de Moçâmedes (CFM), y después por Mavinga hasta Mucusso en el río Okavango, donde conectaría con la línea Tsumeb - Caprivi en Namibia. Está pendiente un estudio de viabilidad.

### Prolongación del ferrocarril de Moçamedes a Cuito Cuanavale
La línea actual se prolongaría unos 180 km más allá de su actual punto final, Menongue, pasando por Longa hasta Cuito Cuanavale, donde conectaría con la Transversal do Leste. Está pendiente un estudio de viabilidad.

### Transversal Norte-Sul(Transversal Norte-Sur)
Esta línea central norte-sur de 896 km de longitud se iniciaría en Uíge, desde el ferrocarril previsto del Congo que iría hacia el sur desde allí a través de Negage, Camabatela, Luinga y Calandula hasta Malanje, el actual punto final del ferrocarril de Luanda, y desde allí más al sur a través de Cangandala, Mussende, Calussinga, Andulo y Cuhinga hasta Kuito, donde conectaría con el ferrocarril existente de Benguela, y desde allí por Chitambo y Cuvango, donde conectaría con el ferrocarril existente de Moçâmedes y la nueva línea prevista hasta Oshikango en Namibia. Está pendiente un estudio de viabilidad.

### Interconexión de las tres líneas históricas
Esta nueva línea de 589 km se iniciaría como prolongación del actual ramal de Dondo del ferrocarril de Luanda, e iría hacia el sur por Quibala y Waco Kungo hasta Huambo, conectando allí con el ferrocarril existente de Benguala, continuando más al sur por Cuima hasta Cuvango, donde conectaría, al igual que la Transversal Norte-Sul, con el ferrocarril existente de Moçâmedes y la nueva línea prevista hasta Oshikango, en Namibia. Está pendiente un estudio de viabilidad.
Esta línea crearía un enlace ferroviario directo desde la capital, Luanda, a la segunda ciudad de Angola, Huambo, y a Namibia.

### Implementación
En declaraciones a la prensa en julio de 2012, con motivo de la próxima inauguración de la línea reconstruida de CFB a Luena, el director del INCFA, Júlio Bango Joaquim, afirmó que la construcción de nuevas líneas comenzaría en cuanto las tres líneas históricas estuvieran operativas en toda su longitud. Colocó el enlace directo con Zambia, sin pasar por la RDC, a la cabeza de la lista de prioridades, seguido del enlace con Namibia.